# Alfabetización

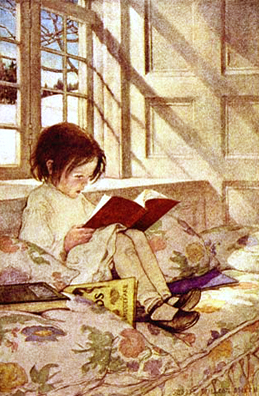
Ilustración del A Child's Garden of Verses (2017), de Jessie Willcox Smith (1863-1935).

La alfabetización es la acción de "enseñar a leer y escribir" para lograr el alfabetismo. Para Richard L. Venezky, «es la habilidad mínima de leer y escribir una lengua específica, como también una forma de entender el uso de la lectura y la escritura en la vida diaria». Convencionalmente se define también como «conjunto de competencias de lectura, escritura y cálculo». Se reduce a menudo a la habilidad de leer y escribir, o a veces, solo a la de leer, e incluso únicamente al proceso de la enseñanza de tal habilidad. 
Algunos, sin embargo, consideran que el uso de la noción de habilidad, en lo referente actualmente a la lectura y la escritura, ya no se considera como tal. Esta crítica se puede observar en los modelos de James Paul Gee (autónomo e ideológico) sobre la alfabetización. Saber lo básico de leer y escribir no habilita para leer y escribir cualquier tipo de texto, todo depende del contexto sociocultural.
Según las investigaciones científicas de los últimos años, desde un enfoque sociohistórico y cultural, el proceso de enseñanza-aprendizaje de la lectura y escritura se da dentro de un contexto cultural específico. Esto significa que se alfabetiza de manera diferente de acuerdo con los contextos socioculturales: diferentes comunidades humanas usan y promueven la lengua escrita de maneras diferentes. Esta acción de enseñar puede ser gestionada desde la política pública como área de potencial en cuanto a democratizar el derecho a la educación y al acceso a la información
Se ha extendido un uso del término alfabetización ampliado para denominar al aprendizaje básico de cualquier cosa, uso que lleva a términos como alfabetización visual, alfabetización informática o alfabetización matemática, que no tienen que ver necesariamente con el uso del alfabeto. Constituyen un campo de  definiciones más amplias de alfabetización.
Dentro del campo de la educación puede ser entendida como un proceso de apropiación de las formas de utilizar la lengua escrita en diferentes sociedades. A lo largo de la historia, la escuela, institución encargada de la función de alfabetizar, ha utilizado diferentes métodos de alfabetización que han sido descriptos y analizados por Berta Braslavski en "La querella de los métodos en la lectura". El Día Internacional de la Alfabetización se celebra el 8 de septiembre.

## Habilidades lingüísticas y cognitivas

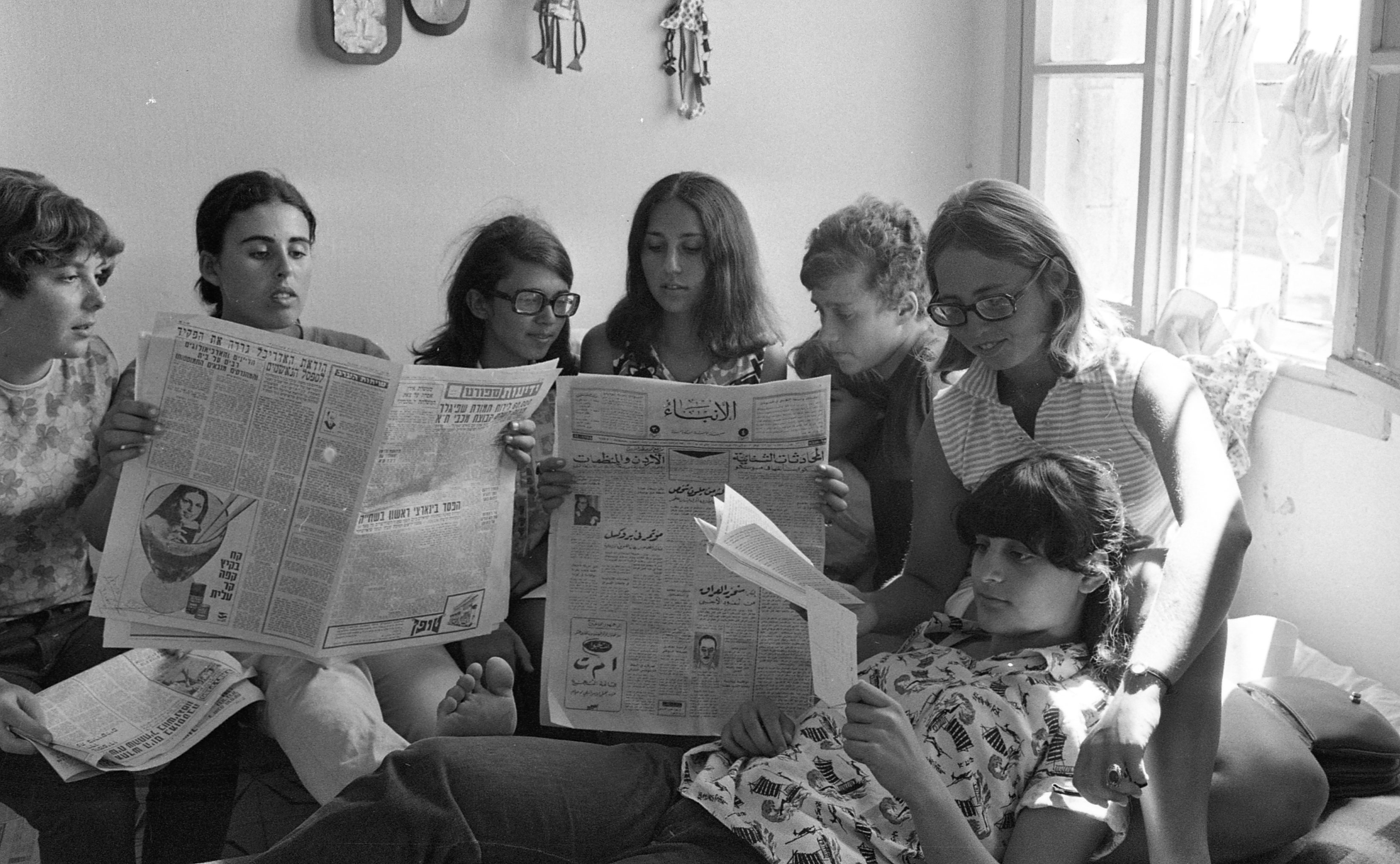
Jóvenes leyendo periódicos en distintos idiomas, Israel 1969

La redefinición del concepto planteada arriba explicita la labor de profesores e instituciones educativas, y evita dar a entender que alfabetizarse académicamente es un asunto que concierne solo a los alumnos. Asimismo, advierte sobre la imposibilidad de lograr alfabetizar en un único curso o a través de ejercicios que parcelan y disuelven las prácticas auténticas de lectura y escritura. También resalta que lo que está en juego es enseñar prácticas típicas de ciertas comunidades, motivadas situacionalmente, lo cual difiere de entrenar habilidades, destrezas o competencias discretas, independientes y separables de sus contextos de uso. 
Se destacan entonces en la nueva definición propuesta las acciones que deben implementarse a nivel institucional y didáctico, desde todas las cátedras, para favorecer el aprendizaje de las literacidades académicas (es decir, la participación de los alumnos en sus culturas escritas), a través de una enseñanza que las preserve como tales. 
Las personas participan del conocimiento lecto-escriturario cuando pueden:
- Comprender el lenguaje escrito que ha sido y que es la herramienta fundamental para organizar, sistematizar y conservar la información a través del tiempo.
- Usar el lenguaje escrito para reelaborar y producir nuevos conocimientos.
- Participar activamente como ciudadano de la cultura escrita de su tiempo.

El aprendizaje de la lectura y la escritura supone la adquisición de habilidades lingüísticas, cognitivas y semióticas necesarias para el ingreso al mundo de los conocimientos (la ciencia, el arte y los lenguajes simbólicos y matemáticos) que la humanidad ha producido a lo largo de su historia. Además, para participar en ese mundo con mayor autonomía y capacidad de interpretación. Así, además de adquirir conocimientos mediante la lectura y la escritura, los alfabetizados usan formas elaboradas y complejas de sistematizar la información en los géneros discursivos secundarios.

## Historia

### Antigua Roma
Hasta hace poco[¿cuándo?] se pensaba que la mayoría de las personas eran analfabetas en la antigüedad. Sin embargo, trabajos recientes desafían esta percepción. Anthony DiRenzo afirma que la sociedad romana era "una civilización basada en el libro y el registro", y "nadie, ni libre ni esclavo, podía permitirse el lujo de ser analfabeto". De manera similar, Dupont señala: "La palabra escrita los rodeaba, tanto en la vida pública como en la privada: leyes, calendarios, reglamentos en los santuarios y epitafios funerarios estaban grabados en piedra o bronce. La República acumuló enormes archivos de informes sobre todos los aspectos de la vida pública". La administración civil imperial produjo una gran cantidad de documentación utilizada en asuntos judiciales, fiscales y administrativos al igual que los municipios. El ejército mantuvo amplios registros relacionados con las listas de suministros y de servicio y presentó informes. Los comerciantes, transportistas y terratenientes (y su personal), especialmente de las empresas más grandes, deben haber sabido leer y escribir.

### Difusión del cristianismo
A finales del siglo IV, el Padre del desierto Pacomio esperaba alfabetización de un candidato para la admisión a sus monasterios:

le darán veinte Salmos o dos de las epístolas de los Apóstoles o alguna otra parte de la Escritura. Y si es analfabeto acudirá a la primera, tercera y sexta horas a alguien que pueda enseñar y que haya sido designado para él. Él estará delante de él y aprenderá muy estudiosamente y con toda gratitud. Se le escribirán los fundamentos de una sílaba, los verbos y los sustantivos y, aunque no quiera, se le obligará a leer.

Incluso después de la caída del Imperio Romano de Occidente en la década de 470, la alfabetización continuó siendo una marca distintiva de la élite, ya que las habilidades de comunicación aún eran importantes en la vida política y eclesiástica (los obispos provenían en gran parte de la clase senatorial) en una nueva síntesis cultural, que hizo del "cristianismo la religión romana". Sin embargo, estas habilidades eran menos necesarias que antes en ausencia del gran aparato administrativo imperial, cuyos escalones medios y altos la élite había dominado como por derecho. Aun así, en tiempos premodernos es poco probable que la alfabetización se encontrara en más de alrededor del 30-40 % de la población.

### Edad Moderna
La industrialización moderna comenzó en Inglaterra y Escocia en el siglo XVIII, donde había niveles relativamente altos de alfabetización entre los agricultores, especialmente en Escocia. Esto permitió la contratación de artesanos alfabetizados, trabajadores calificados, capataces y gerentes que supervisaban las fábricas textiles emergentes y las minas de carbón. Gran parte de la mano de obra no era calificada, y especialmente en las fábricas textiles, los niños de tan solo ocho años demostraron ser útiles para manejar las tareas del hogar y aumentar los ingresos familiares. De hecho, se sacaba a los niños de la escuela para que trabajaran junto a sus padres en las fábricas. Sin embargo, a mediados del siglo XIX, la mano de obra no calificada era común en Europa occidental, y la industria británica se elevó, necesitando muchos más ingenieros y trabajadores calificados que pudieran manejar instrucciones técnicas y manejar situaciones complejas. La alfabetización era fundamental para ser contratado. Un alto funcionario del gobierno explicó al Parlamento británico en 1870:

De la rápida provisión de educación primaria depende la prosperidad industrial. De nada sirve tratar de dar una enseñanza técnica a nuestros ciudadanos sin educación primaria; los obreros sin educación —y muchos de nuestros obreros carecen por completo de educación— son, en su mayor parte, trabajadores no calificados, y si dejamos nuestro trabajo, la gente ya no está calificada, a pesar de sus fuertes tendones y energía decidida, se verán superados en la competencia de el mundo.

### Expansión desde mediados del sigloXX

La tasa de alfabetización entre adultos ha aumentado a paso constante desde la década de 1950.

Los datos sobre alfabetización publicados por la UNESCO muestran que desde 1950, la tasa de alfabetización de adultos a nivel mundial ha aumentado en un promedio de 5 puntos porcentuales cada década, del 55,7 % en 1950 al 86,2 % en 2015. Sin embargo, durante cuatro décadas, el incremento de población fue tan rápido que el número de adultos analfabetos siguió aumentando, pasando de 700 millones en 1950 a 878 millones en 1990. Desde entonces, el número ha disminuido notablemente a 745 millones en 2015, aunque sigue siendo mayor que en 1950 a pesar de décadas de políticas educativas, intervenciones de alfabetización y difusión de material impreso y tecnologías de la información y la comunicación. Sin embargo, estas tendencias no se presentan uniformes en todas las regiones.

## Métodos alfabetizadores

### Métodos tradicionales

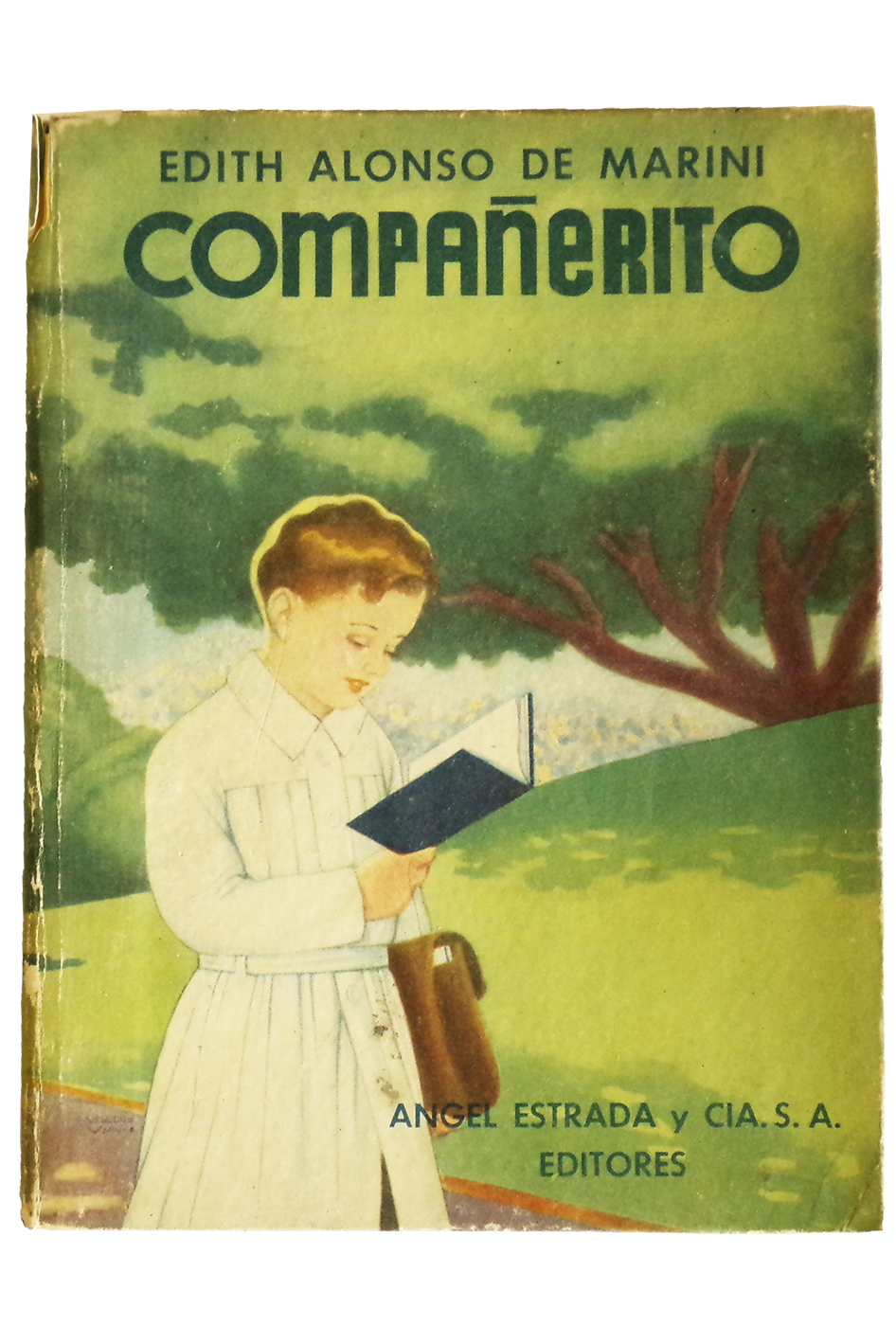
Libro de lectura inicial

Berta Braslavsky ha hecho un estudio sobre los métodos de alfabetización y analizó las características de los mismos según trabajan con unidades analíticas globales o con unidades menores de la lengua, sintéticas.  En la historia de los métodos, la bibliografía comienza mencionando estos dos enfoques.
- Métodos sintéticos: No tienen en cuenta la significación en el proceso de enseñanza.

1. «Alfabético», «de la letra», «literal» o grafemático: trabaja a partir de letras o grafemas.
2. «Fonético»: parte de los sonidos simples o fonemas.

- Métodos analíticos: Parten siempre de la significación

1. «Global analítico»: parte de signos escritos complejos (palabra, frase, cuento) y el análisis es dirigido por el alfabetizador.
2. «Global»: parte de la palabra, la frase o el cuento. Postula que el niño llega al aprendizaje por él mismo sin que el alfabetizador dirija el análisis.

La combinación de ambos da lugar a los llamados métodos analítico-sintéticos. En el libro de Braslavsky se desarrollan ampliamente los orígenes, la evolución y los fundamentos psicológicos de cada uno.

### Métodos contemporáneos
Con los avances del constructivismo, de la psicología cognitiva y los estudios socio históricos culturales el campo de la alfabetización ha tenido un desarrollo importante en teorías, en revisión de métodos y en propuestas de enseñanza que ponen el foco en los niños y sus posibilidades y en los contextos culturales donde han aprendido el lenguaje oral natural. En este sentido podemos destacar los aportes de Emilia Ferreiro y Ana Teberosky quienes inician en la década del ‘80 toda una línea de propuestas apoyadas en principios piagetianos que enfrentan a los prejuicios conductistas o reduccionistas:
- considera al niño como sujeto activo,
- tiene en cuenta los saberes previos como punto de partida, nadie empieza de cero,
- se apoya en una concepción constructiva del conocimiento,
- entiende a la lectura como construcción distinta de descifrado,
- entiende a la escritura como construcción de sentidos, distinta de copia modelo,
- se configura como diseño experimental.
- surge de investigaciones psicológicas,
- trabaja con entrevista clínica,
- clasifica etapas de lectoescritura según hipótesis del niño: presilábica- silábica- alfabética.

Esta tendencia conocida como “lenguaje total” o “lenguaje integral” trabaja sobre el sentido o la comprensión, dejando de lado aspectos analíticos. 

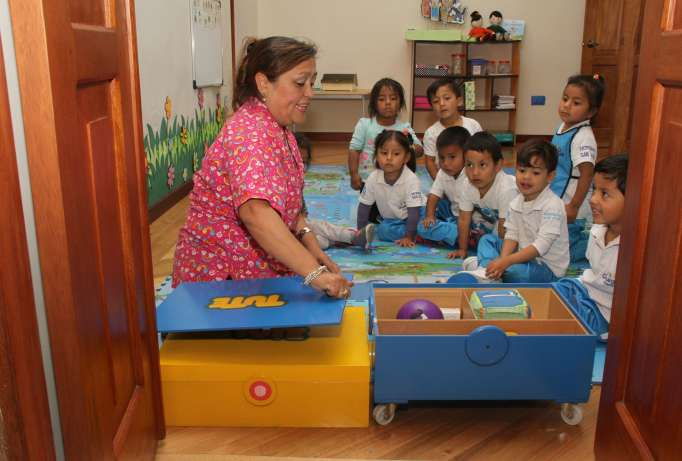
niños alfabetizándose

La teoría socio histórico cultural, cuyos desarrollos se inician en investigaciones soviéticas, se apoya en el desarrollo natural y cultural y en la relación funcional con los signos. Los representantes teóricos son: Vigotsky, Tolchinski, Luria, Bajtin, cuyos planteos proponen un giro al concepto de desarrollo piagetiano al ubicar el trabajo en la Zona de desarrollo próximo  y depositar la confianza en una enseñanza transaccional que reconoce el papel de las prácticas de lenguaje en la construcción del conocimiento y la relación entre la historia de desarrollo del niño y la historia cultural del objeto de conocimiento.
Entre sus postulados, podemos señalar:
- integración de factores actitudinales, cognitivos, comunicativos y sociales
- la modalidad didáctica de base la constituye todo tipo de interacción;
- reconstrucción de los sentidos de los textos;
- consideración del marco socio cognitivo, afectivo y actitudinal del mundo previo;
- intento de disminuir la ruptura o discontinuidad entre el mundo escolar y el del hogar;
- sostenimiento de la semiosis en la oralidad;
- desarrollo de la conciencia fonológica (como predictor de éxito);
- conceptualización de las tareas de lectura y escritura como procesos con objetivos y propósitos;
- rescate e importancia de intervención del docente;
- reconocimiento del error como ocurrencia normal del aprendizaje;
- trabajo con todas las segmentaciones del código escrito (textos, frases, palabras, oraciones, letras, sílabas, sonidos).

Investigaciones y estudios en la línea socio histórico cultural y en los estudios narratológicos y etnográficos influyeron con sus avances teóricos en la elaboración de textos etnográficos. En Argentina una de las representantes conocidas por sus investigaciones y propuestas teórico-metodológicas materializadas en libros es Ana M. Borzone.
En continuidad con esta línea, últimamente han surgido estudios de investigación que articulan la semiótica con los procesos alfabetizadores proponiendo metodologías que recuperan los sentidos de la vida cotidiana para ofrecer a los niños un pasaje en continuidad desde los diálogos familiares y vecinales a los comunitarios y escolares.

## Alfabetización inicial
La alfabetización es sumamente importante, ya que gracias a esta las personas conocen nuevas cosas, y gracias a ello pueden generar un concepto diferente de las cosas que los rodean, en sí alfabetizar a alguien no solo es que pueda leer el mensaje, es mucho más que eso, se debe entender lo que dice el mensaje para poder crear ideas y criterios propios. Este proceso es muy importante que ya gracias a este les permite a los niños especialmente, tener un mejor desarrollo y un mejor aprendizaje, basándonos en los autores antes mencionados, se pretende que este resulte de la mejor manera, ya que lo que los autores buscan es sacar lo mejor de este, al igual se va haciendo un solo concepto, puesto que todos ellos definen este concepto de diferente forma, entonces estos nos ayudan para poder comprender la gran importancia que este conlleva, además de todas las técnicas y métodos que ellos aplican para que se pueda seguir mejorando e innovando.
La alfabetización inicial es un proceso que debe llevarse a cabo durante la crianza de los niños hasta, aproximadamente, los cinco años de edad. En él los niños adquieren conocimiento y habilidades para desarrollar la escritura y la lectura comenzando con garabatos, después letras y símbolos. Se cree que este proceso realmente inicia con la interacción lingüística con su familia y este aprendizaje que adquiere se sigue desarrollando todo el preescolar hasta que llega a una etapa de la educación básica donde sus tareas ya se pueden tomar más por actividades de lectura y escritura. También se define a la alfabetización como: un proceso evolutivo que comienza desde la temprana edad en los niños, también los define como las primeras interacciones con las letras. Se argumenta que el aprendizaje humano es un proceso de elaboración de información que proviene del cerebro y que se obtiene la capacidad de retenerla e interpretarla solo estimulando algunas neuronas.

### Métodos de alfabetización
La enseñanza de la alfabetización se puede abordar a través de diversos métodos, cada uno con su propio enfoque. Todos estos métodos consisten en un conjunto de estrategias didácticas orientadas por objetivos pedagógicos. El objetivo final de estos métodos es que los alumnos aprendan a leer y escribir, aprovechando la creatividad del docente y su estrategia pedagógica. Cada método tiene sus propias ventajas y se puede adaptar según las necesidades y el contexto de cada estudiante. La elección del método adecuado puede marcar una gran diferencia en el proceso de alfabetización de un individuo.
Los métodos de alfabetización son procedimientos y técnicas que ayudan al desarrollo de la lectoescritura, pese a su variedad, tienen un común denominador: parte del desconocimiento inicial del alumno, esto es, ignoran si el alumno ha avanzado ya por cuenta propia en el proceso de aprendizaje de la lectoescritura. Es cuando el papel del docente obtiene mayor responsabilidad porque debe elegir qué método llevará a cabo con sus estudiantes y así buscar estrategias para la facilitación de su aprendizaje.
Los educadores tienen un papel importante a la hora de desarrollar el proceso de alfabetización, independientemente de la metodología que utilicen, ellos deben tener el compromiso de enseñar y no solo eso, no deben estar cerrados a no querer aprender cosas nuevas, porque si es así, la educación no sería innovadora y ni siquiera tendría una sola evolución. Ellos son igual de importantes que la alfabetización porque la educación debe ser un proceso de transformación en donde no solo el alumno es quien debe aprender, sino todos para que así podamos crear un entorno donde nos podamos desarrollar social y personalmente.

## Alfabetización visual
La alfabetización visual (y audiovisual) consiste en un proceso de enseñanza y aprendizaje para interpretar las imágenes, es decir, para decodificarlas reflexivamente. El tema de la imagen, no es nuevo. Se supone que los primeros trazos humanos apoyaban las recitaciones verbales Hoy, ante el desarrollo exponencial de las tecnologías de la información y la comunicación (TIC), se hace imprescindible:

(...) una pedagogía capaz de educar el ojo y sacarle punta incisiva, capaz de afinarlo para que penetre más allá de las apariencias, de diversificarlo para que enriquezca nuestras formas de ver y de sacudirlo para que vuele más alto, se asombre y disfrute de la sensibilidad cotidiana.

Pero no debemos confundir la alfabetización visual con el lenguaje, pues interpretar imágenes no es combinar signos. La interpretación se realiza de manera individual por el sujeto que lo contempla.

(...) una cadena de palabras tiene un sentido, una secuencia de imágenes tiene mil. Una palabra comodín puede tener el doble o triple fondo, pero sus ambivalencias son localizables en el diccionario, exhaustivamente innumerables; se puede ir hasta el fondo del enigma. Una imagen es siempre y definitivamente enigmática, sin buena lección posible. Tiene cinco mil millones de versiones potenciales, ninguna de las cuales puede imponer su autoridad. Polisemia inagotable.

A pesar del aumento sustancial de niños matriculados en la escuela primaria alrededor del mundo, para la mayoría el aprendizaje académico no proporciona las habilidades básicas necesarias para tener éxito en el siglo XXI. El importante retraso en logros académicos es un indicativo de que el simple hecho de hacer que la educación formal esté disponible no satisface las necesidades de los niños de desarrollar la alfabetización. Existe una amplia gama de intervenciones extracurriculares que tienen el objeto de satisfacer esta necesidad a través de canales fuera del sistema educativo formal, como en hogares o en la comunidad.
Una revisión de 13 estudios demostró que muchas intervenciones son utilizadas de manera amplia en países de ingresos bajos y medios. Estas incluyen el suministro de bibliotecas, publicaciones en idioma local, instrucción de alfabetización fuera de las escuelas, la distribución de lectores electrónicos (“e-readers”), TV y radio educativa, entre otras. Sin embargo, no hay evidencia rigurosa acerca de la eficacia de las mismas. Por otra parte, se determinó que las intervenciones para la formación de los padres, y de tutoría niño a niño, no son eficaces, mientras que la televisión educativa parece mejorar la alfabetización dada la visualización frecuente.
La alfabetización visual ofrece una comunicación efectiva mediante imágenes claras, facilita la comprensión rápida, estimula la creatividad, mejora la memoria y el aprendizaje, además de servir como herramienta persuasiva. En la era digital, se vuelve esencial para navegar la información en línea y representa una habilidad fundamental en un mundo donde las imágenes transmiten y comprenden cada vez más información.
Entre los beneficios de la alfabetización visual en preescolar que las docentes que dicen conocer el término mencionan, se encuentran: “pueden mejorar sus habilidades visuales” y “comprender textos con mayor facilidad”. Estos beneficios son parte de lo que se puede lograr con la alfabetización visual, como lo señala Villa (2008) en su definición del término, pues esto implica potenciar las habilidades; sin embargo, su fin va más allá del proceso de lectoescritura o comprensión de textos: implica el entendimiento de las imágenes para la interpretación general de sus mensajes codificados y, aunque estos procesos son indispensables para la vida en la sociedad en la que se desenvuelva la persona, los mensajes van a llegar por medios más masivos como las imágenes y los íconos.

## Disparidad entre regiones

La alfabetización se ha expandido en todas las regiones, de forma desigual, en los últimos 20 años.

Los datos mundiales disponibles indican variaciones significativas en las tasas de alfabetización entre las regiones del mundo. América del Norte, Europa, Asia occidental y Asia central han logrado una alfabetización casi completa de adultos (personas de 15 años o mayores) tanto para hombres como para mujeres. La mayoría de los países de Asia oriental y el Pacífico, así como de América Latina y el Caribe, tienen una tasa de alfabetización de adultos superior al 90 %. El analfabetismo persiste en mayor medida en otras regiones: los datos del Instituto de Estadística de la UNESCO de 2013 indican tasas de alfabetización de adultos del 67,55 % en el sur de Asia y el norte de África y el 59,76 % en el África subsahariana.
En gran parte del mundo, las altas tasas de alfabetización de los jóvenes sugieren que el analfabetismo será cada vez menos común a medida que las generaciones más recientes, con niveles educativos más altos, reemplacen a las de mayor edad. Sin embargo, en el África subsahariana y el sur de Asia, donde vive la gran mayoría de los jóvenes analfabetos del mundo, una menor matrícula escolar implica que el analfabetismo persistirá en mayor grado. Según datos de la UNESCO de 2013, la tasa de alfabetización de los jóvenes (personas de 15 a 24 años) es del 84,03 % en Asia meridional y África del norte, y del 70,06 % en África subsahariana.